# 董廷對
董廷對（？—1616年），號五雲，陕西鳳翔府宝鸡县人，民籍。

## 生平
萬曆四十三年（1615年）中式乙卯科舉人，四十四年（1616年）連捷丙辰科錢士升榜三甲進士，職會魁，兵部觀政，未仕卒。